# Джордж, Майрон
Майрон Антонио Джордж Клейтон (исп. Mayron Antonio George Clayton; 23 октября 1993 года, Лимон, Коста-Рика) — коста-риканский футболист, нападающий израильского клуба «Бейтар (Иерусалим)». Бывший игрок сборной Коста-Рики.

## Клубная карьера
Воспитанник клуба «Лимон». В течение 5 сезонов нападающий выступал за свою родную команду в чемпионате Коста-Рики.
Летом 2014 года Джордж перебрался в Европу, подписав контракт с греческим ОФИ.
Летом 2015 года нападающий перешёл в клуб датской Суперлиги «Хобро», подписав двухлетний контракт.

## Международная карьера
Выступал за молодёжную сборную страны. Участвовал в молодёжном чемпионате КОНКАКАФ 2013.
Осенью 2014 года Джордж был впервые вызван в сборную Коста-Рики. 10 октября 2014 года в товарищеском матче со сборной Омана нападающий дебютировал за «тикос», выйдя на замену во втором тайме вместо Джона Хайро Руиса.
Летом 2019 года был вызван в сборную для участия в Золотом кубке КОНКАКАФ. Во втором матче в групповом раунде против сборной Бермуд забил гол на 30-й минуте и вместе с командой добился победы со счётом 2:1.